# كيم جيو ري
كيم جيو ري ( (الكورية: 김규리) هي ممثلة كورية جنوبية. ولدت في 16 أغسطس 1979 في انيانغ، كوريا الجنوبية. اشتهرت بفيلم صورة للجمال. 

## روابط خارجية
كيم جيو ري على موقع IMDb (الإنجليزية)
- كيم جيو ري على موقع قاعدة بيانات الفيلم (الإنجليزية)